# Chimurenga (música)
Chimurenga é um gênero de música popular de Zimbábue difundido por Thomas Mapfumo. Chimurenga é uma Shona palavra que significa luta. A interpretação moderna da palavra foi criada para descrever uma luta pelos direitos humanos, dignidade política e justiça social. Mapfumo desenvolveu um estilo de música baseado em música tradicional Shona mbira, mas é tocada com instrumentos elétricos modernos, com letras de cunho social e político.